# 大鱗鱗鯒
大鱗鱗鯒，又稱大鱗牛尾魚、鬼牛尾魚為輻鰭魚綱鮋形目牛尾魚科的其中一種。分布于日本三崎及福井县以南以及中国东海、台湾及海南岛以东的各海内等海域，属于底层小型海鱼。该物种的模式产地在長崎。

## 深度
水深5至100公尺。

## 特徵
本魚外觀略與瘤眶棘鯒同，但其側線僅2至4個鱗具有小棘，且鱗片易脫落。體呈淡灰色或淡黃褐色，有不明之污點，背面有5條不明顯的橫帶。

## 生態
本魚屬於暖水性底棲魚類，活動力差，不善游泳，常潛入沙中，露出兩眼，以伺機捕捉魚類及甲殼類為食。體長可達15公分。

## 經濟利用
食用魚，以油煎食為宜。